# Bexar County
Das Bexar County ist ein County im Bundesstaat Texas der Vereinigten Staaten. Das U.S. Census Bureau hat bei der Volkszählung 2020 eine Einwohnerzahl von 2.009.324 ermittelt. Der Sitz der County-Verwaltung (County Seat) befindet sich in San Antonio.

## Geographie
Das County liegt südöstlich des geographischen Zentrums von Texas und hat eine Fläche von 3255 Quadratkilometern, wovon 25 Quadratkilometer Wasserfläche sind. Es grenzt im Uhrzeigersinn an folgende Countys: Kendall County, Guadalupe County, Wilson County, Atascosa County, Medina County und Bandera County.

## Geschichte
Bexar County wurde am 17. März 1836 gegründet. Es umfasste beinahe den gesamten westlichen Teil der Republik Texas, die umstrittenen Gebiete im Osten New Mexicos eingeschlossen. Nach Ende der Souveränität wurden auf seinem Gebiet 128 Countys gegründet.
Das County hat seinen Namen von seiner damals San Antonio de Béxar genannten Hauptstadt. Diese bildete eines von 23 Munizipien (Städten mit Selbstverwaltung / administrativen Teileinheiten) von Texas zur Zeit seiner Unabhängigkeit. In San Antonio de Béxar – Ursprünglich Villa de San Fernando de Béxar – war die erste zivile Regierung, die in der Provinz Texas unter spanischer Herrschaft gebildet wurde. Die Stadt wurde 1731 von 55 Bewohnern der Kanarischen Inseln in der Nähe des Systems von Missionen entlang des San Antonio River gegründet. Die neue Siedlung wurde nach dem Presidio San Antonio de Béxar, dem spanischen Militärstützpunkt, der die Missionen beschützte, benannt. Der Presidio, welcher sich bei San Pedro Springs befand, war 1718 gegründet und nach dem neuspanischen Vizekönig Baltasar de Zúñiga y Guzmán benannt worden, dem zweiten Sohn des Herzogs von Béxar (einer Stadt in Spanien).

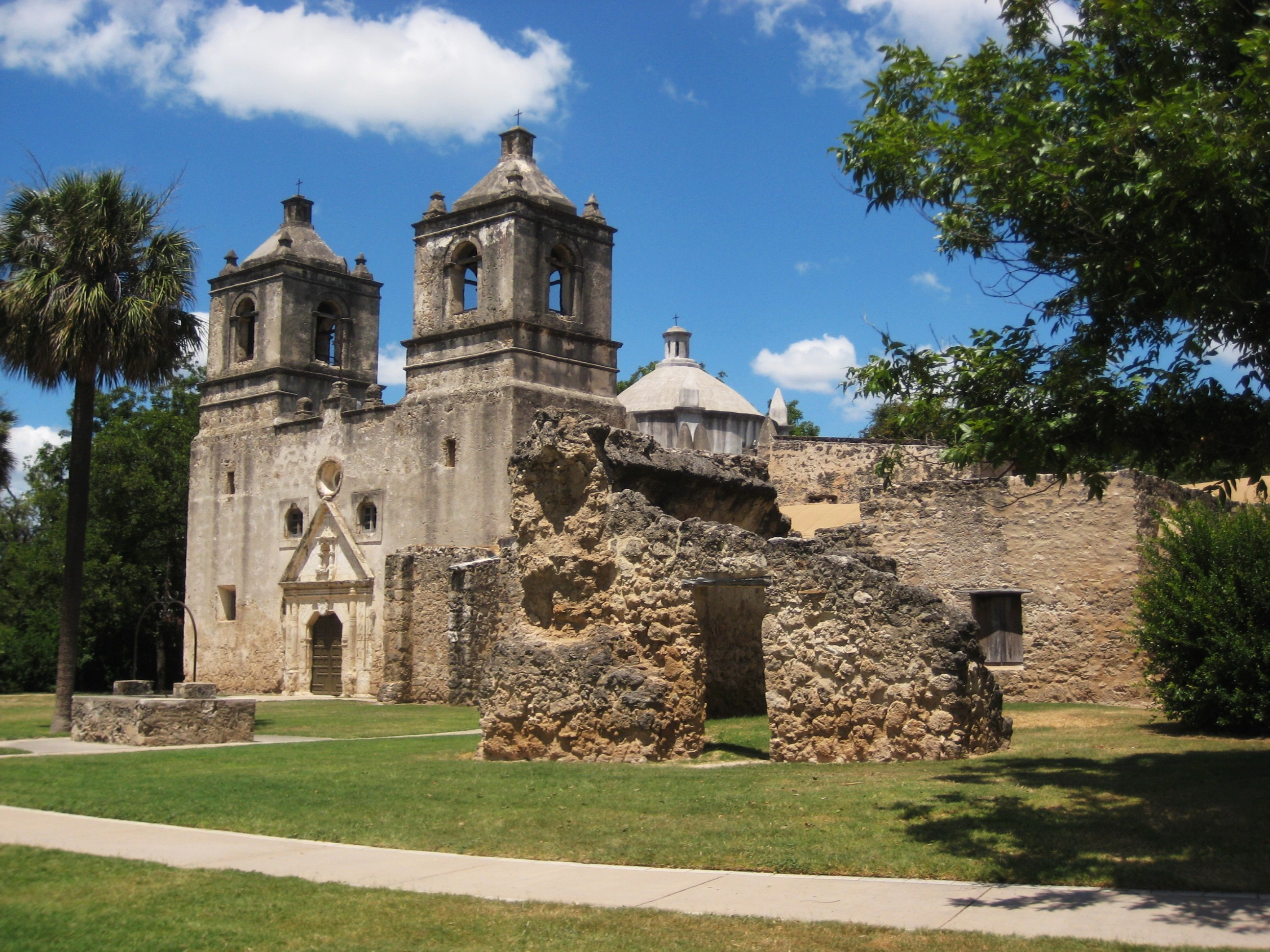
Mission Concepcion (2010)

Acht Orte im County haben den Status einer National Historic Landmark. Darunter befindet sich die Mission Concepcion, die mit anderen historischen Bauwerken die San Antonio Missions bildet. Dieses Gebäudeensemble gehört zum Welterbe in den Vereinigten Staaten von Amerika. 143 Bauwerke und Stätten des Countys sind im National Register of Historic Places (NRHP) eingetragen (Stand 1. Oktober 2018).

## Demografische Daten (bis 2010)

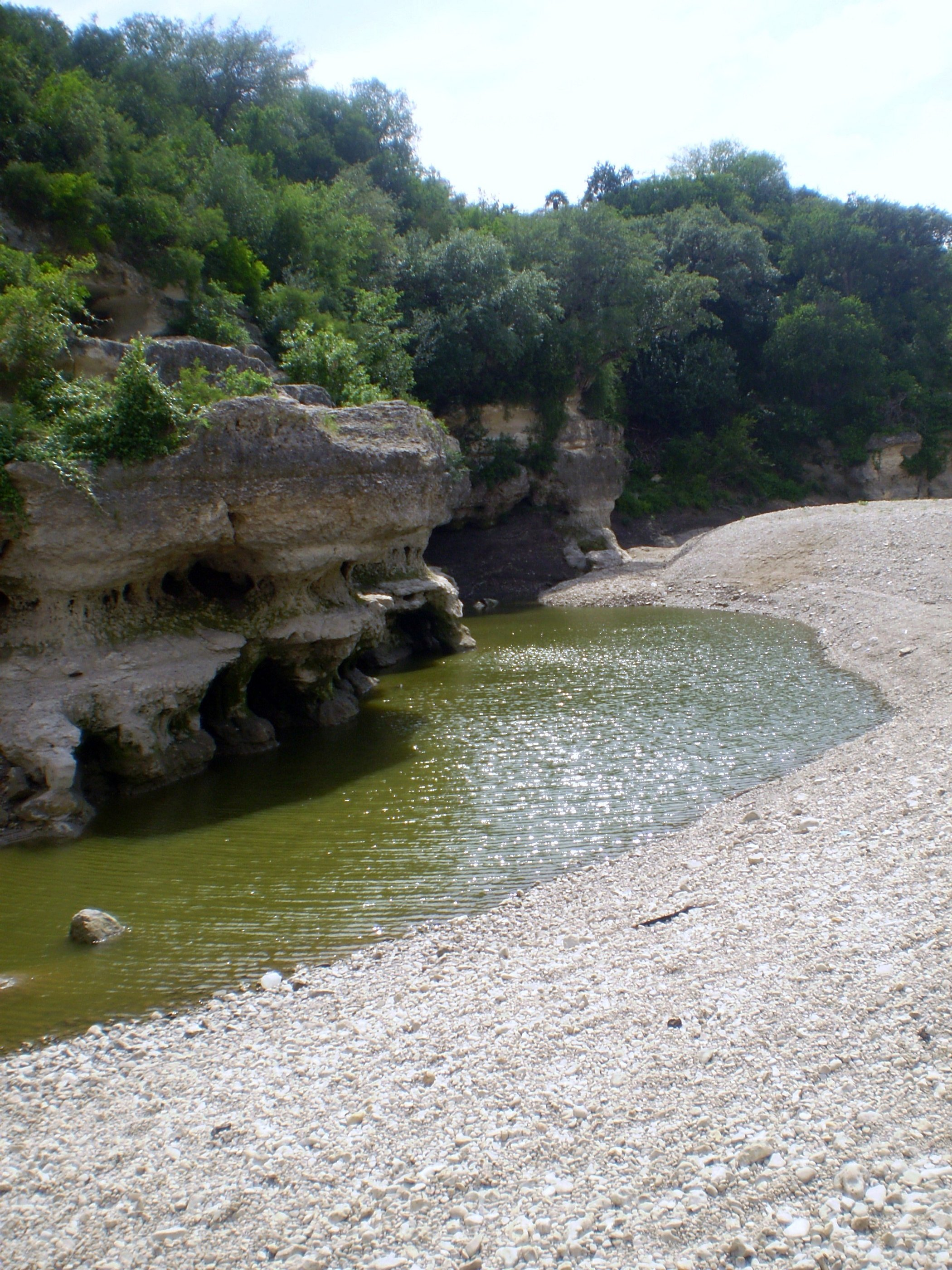
Der Cibolo Creek

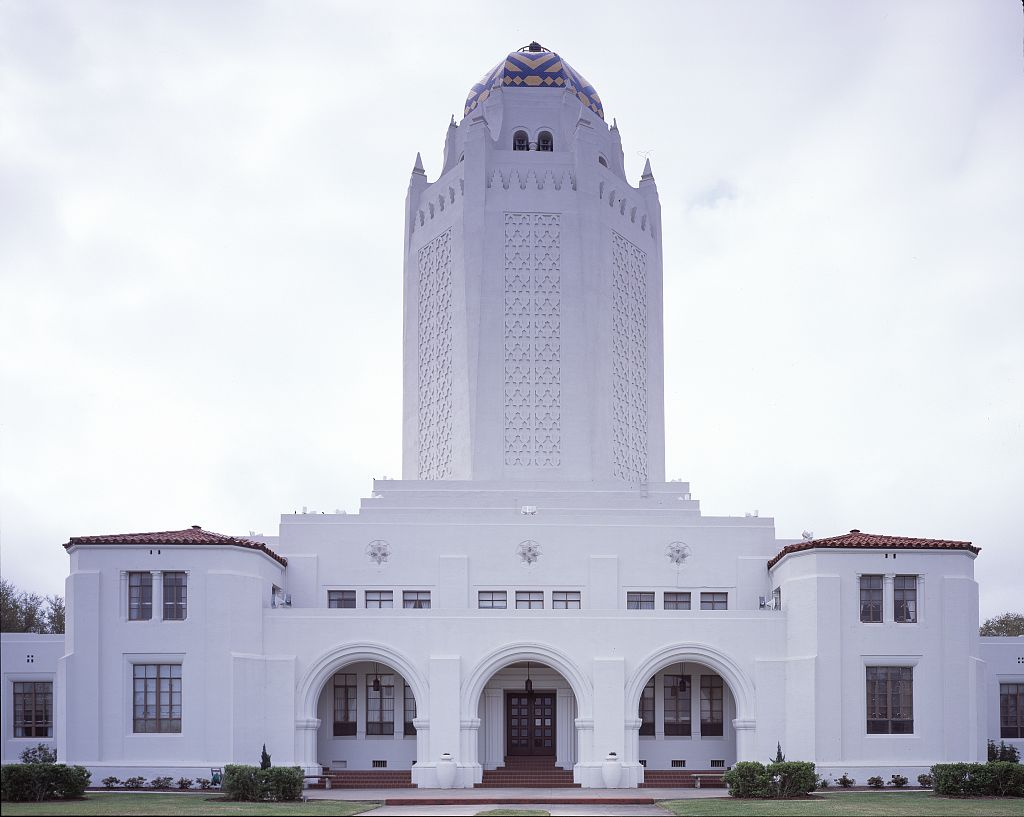
Verwaltungsgebäude Taj Mahal der Randolph Air Force Base

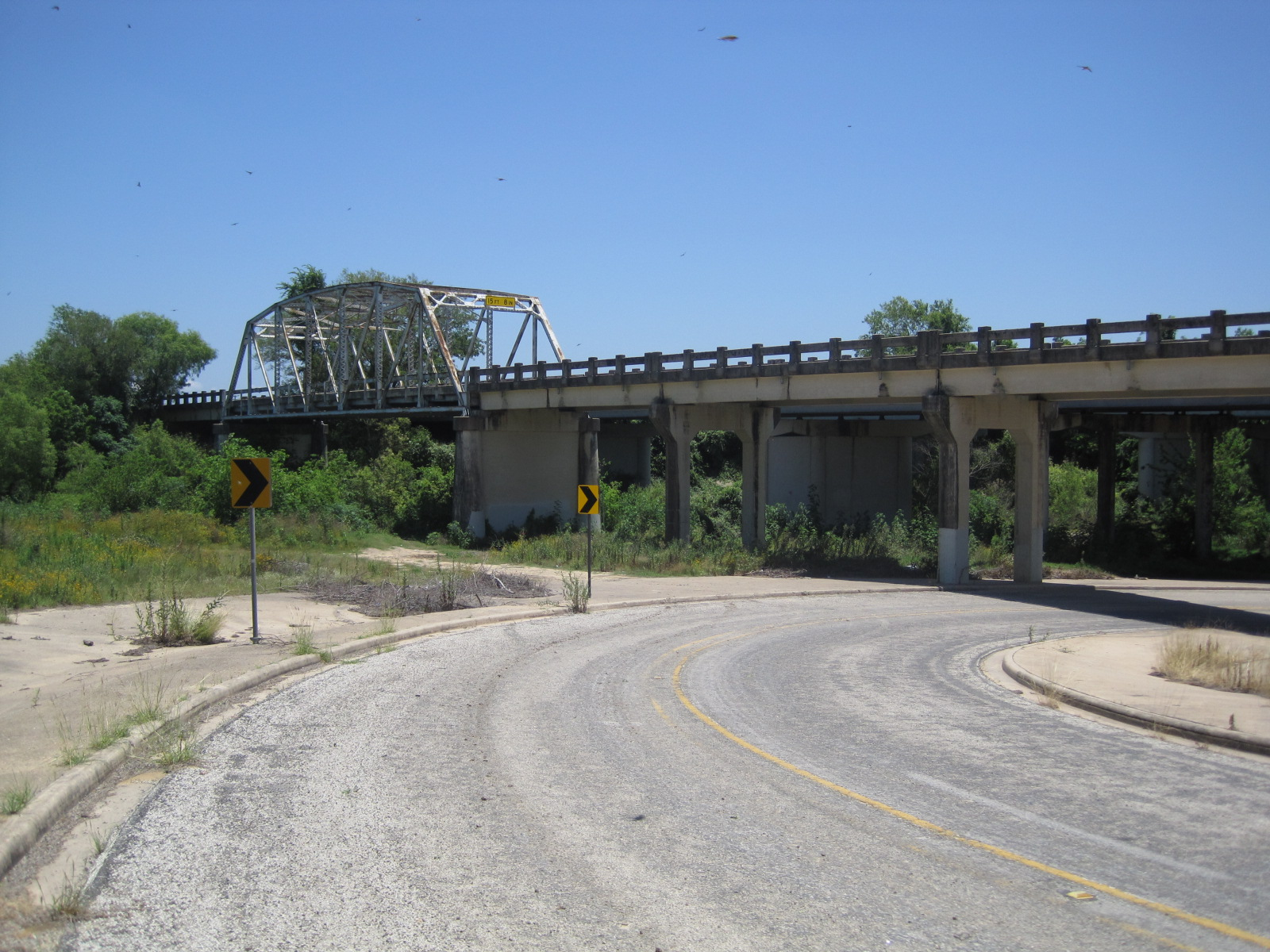
State Highway 3-A Bridge über den Cibolo Creek, gelistet im NRHP mit der Nr. 96001112

Nach der Volkszählung im Jahr 2010 lebten im Bexar County 1.714.774 Menschen in 608.931 Haushalten und 416.356 Familien. Die Bevölkerungsdichte betrug 534 Einwohner pro Quadratkilometer. Ethnisch betrachtet setzte sich die Bevölkerung zusammen aus 72,9 Prozent Weißen, 7,5 Prozent Afroamerikanern, 0,80 Prozent amerikanischen Ureinwohnern, 2,4 Prozent Asiaten, 0,1 Prozent Bewohnern aus dem pazifischen Inselraum und 12,70 Prozent aus anderen ethnischen Gruppen; 3,5 Prozent stammten von zwei oder mehr Ethnien ab. 54,35 Prozent der Einwohner bezeichneten sich unabhängig von ethnischer Zugehörigkeit als Latinos oder Hispanics.
Von den 608.931 Haushalten lebten in 38,6 Prozent Kinder oder Jugendliche unter 18 Jahren. In 46,1 Prozent lebten verheiratete zusammenlebende Paare und in 9,3 Prozent alleinerziehende Mütter. 25,3 Prozent waren Singlehaushalte. Die durchschnittliche Haushaltsgröße betrug 2,75 und die durchschnittliche Familiengröße betrug 3,33 Personen.
27,1 Prozent der Bevölkerung war unter 18 Jahre alt, 11 Prozent zwischen 18 und 24, 28,2 Prozent zwischen 25 und 44, 23,3 Prozent zwischen 45 und 64 und 10,3 Prozent waren 65 Jahre alt oder älter. Das Medianalter betrug 32,8 Jahre. Auf 100 weibliche Personen kamen 96,2 männliche Personen und auf 100 Frauen im Alter von 18 Jahren oder darüber kamen 93,4 Männer.
Nach den Daten der Volkszählung im Jahr 2000 betrug das jährliche Durchschnittseinkommen eines Haushalts 38.328 USD. Das Durchschnittseinkommen einer Familie lag bei 43.724 USD. Männer hatten ein Durchschnittseinkommen von 30.756 USD, Frauen 24.920 USD. Das Prokopfeinkommen betrug 18.363 USD. 12,7 Prozent der Familien und 15,9 Prozent der Einwohner lebten unterhalb der Armutsgrenze.

## Orte im County
- Adkins
- Airport City
- Alamo Heights
- Atascosa
- Balcones Heights
- Beckmann
- Bergs Mill
- Boldtville
- Buena Vista
- Camelot
- Cassin
- Castle Hills
- China Grove
- Columbia Heights
- Converse
- Cross Mountain
- Dominion
- Earle
- Elmendorf
- Fair Oaks Ranch
- Fratt
- Garza Crossing
- Grey Forest
- Heafer
- Helotes
- Hill Country Village
- Hilltop
- Hollywood Park
- Kelland Heights
- Kentwood Manor
- Kirby
- Lackland City
- Lackland Heights
- Lackland Terrace
- Leon Springs
- Leon Valley
- Live Oak
- Lone Oak
- Longhorn
- Losoya
- Luxello
- Lytle
- Macdona
- North Loop
- Oak Island
- Oakland Estates
- Olmos Park
- Palo Alto Heights
- Palo Alto Park
- Phoenix
- Robards
- Saint Hedwig
- Salado Junction
- San Antonio
- San Geronimo
- San Jose
- Scenic Oaks
- Schertz
- Selma
- Shavano Park
- Shorts Corner
- Somerset
- Southton
- Terrell Hills
- Terrell Wells
- Thelma
- Timberwood Park
- Universal City
- Valley Hi
- Van Raub
- Von Ormy
- Westwood Village
- Wetmore
- Windcrest
- Withers

## Schutzgebiete und Parks
- Acme Park
- Aggie Park
- Alderette Park
- Aldevete Park
- Amistad Park
- Apache Creek Park
- Balcones Heights City Park
- Bellaire Park
- Belmeade Park
- Blanco Road Park
- Blossom Park
- Brackenridge Park
- Brady Park
- Braunig Park
- Brooks Park
- Brown Park
- Buckeye Park
- Calaveras Lake Park
- Casa Navarro State Historical Park
- Cassiano Park
- Catalina Park
- Centeno Park
- Chuck Klein Park
- City Park
- Collins Garden Park
- Columbus Park
- Comanche Lookout Park
- Comanche Park
- Commanders House Park
- Concepcion Park
- Converse City Park
- Copernicus Park
- Crescent Bend Nature Park
- Cuellar Park
- Dafoste Park
- Dellcrest Park
- Dellview Park
- Denver Heights Park
- Denver Park
- Dignowity Park
- Division Park
- Douglas MacArthur Park
- Durango Park
- Eberle Park
- Eisenhower Park
- Elmendorf Lake Park
- Elmendorf Park
- Espada Park
- Fairchild Park
- Farias Park
- Father Timothy Benavides Park
- Forge Park
- Frech Creek Park
- Friedrich Park
- Friendship Park
- Friesenhahn Park
- Garza Park
- Gilbert Garza Park
- Glen Oaks Park
- Government Canyon State Natural Area
- Harlandale Park
- Harmony Hills Community Park
- Haskin Park
- Healy-Murphy Park
- Hemisfair Plaza
- Hererra Park
- Herrera Park
- Highland Park
- Hugo Lenzt Park
- Hugo Linch Park
- Hutchins Park
- J Street Park
- James Park
- Jesse H Jones Recreation Area
- John H Sterling Memorial Park
- Kallison Park
- Kennedy Park
- Kenwood Park
- King William Park
- Kingsborough Park
- Kirby City Park
- La Villita Park
- Lackland Terrace Park
- Ladybird Johnson Park
- Lee’s Creek Park
- Leon Creek Greenway Park
- Levi Strauss Park
- Lincoln Barkmeyer Park
- Lincoln Park
- Lindberg Park
- Lindbergh Park
- Live Oak City Park
- Lockwood Park
- Madison Square Park
- Mahncke Park
- Mahnke Park
- Martin Luther King Park
- Martinez Park
- Martinez State Park
- Mateo Camargo Park
- Maverick Park
- McAllister Park
- Millers Pond Park
- Mission County Park
- Mission Park
- Monterrey Park
- Morrill Park
- Navarro Park
- Normoyle Park
- Northeast Preserve Park
- Northridge Park
- Northwest Little League - Senior Park
- Northwood Park
- Oak Hills Park
- Oakhaven Park
- Ojeda Park
- Olmos Basin Park
- Olympia Park
- Onslow Park
- Orsinger Park
- Pablos Grove Park
- Padre Park
- Palm Heights Park
- Palo Alto Park
- Palo Alto Terrace Park
- Panther Spring Park
- Pearsall Park
- Pershing Park
- Pickwell Park
- Pittman-Sullivan Park
- Pletz County Park
- Pytel Park
- Ramirez Park
- Red Horse Park
- Rimkus Park
- Rittiman Creek Park
- Rodriguez Park
- Romana Park
- Roosevelt Park
- Rosedale Park
- Royal Gate Park
- Russell Park
- Saint Timothy Park
- Salado Park
- San Antonio Botanical Garden
- San Antonio Missions National Historical Park
- San Juan Brady Park
- San Pedro Park
- Schnabel Park
- Second Baptist Church Park
- Seeling Park
- Skyline Park
- South San Park
- South San Pedro Park
- South Side Lions Park East
- South Side Lions Park
- Southcross Park
- Stillman Park
- Stinson Park
- Strauss Park
- Sunset Hills Park
- Tobin Park
- Travis Park
- Universal City Park
- Upson Park
- Van de Walle Park
- Vidaurri Park
- Villa Coronado Park
- Walker Ranch Heritage Park
- Ward Park
- West End Park
- Westwood Park
- Westwood Village Park
- Wilshire Terrace Park
- Windcrest City Park
- Windsor Park
- Woodard Park
- Woodlawn Park
- Yturri-Edmunds Historic Park

## Partnerschaften
Bexar County unterhält eine Partnerschaft mit Wenzhou, China.